# Manicurista

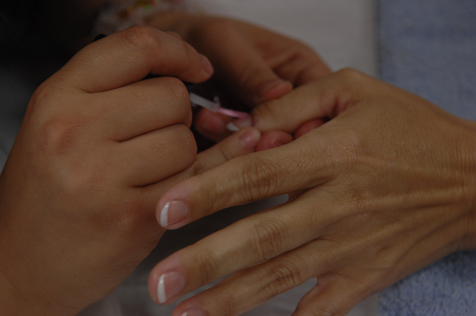
Manicura trabajando.

Se llama manicuro, manicura o manicurista a la persona que tiene por ocupación el cuidado y embellecimiento de las manos y en especial, el cuidado y pintura de las uñas. sin contar con muchas otras ocupaciones propias del área.
Las manicuras trabajan en establecimientos destinados al embellecimiento de las personas como los centros de estética y/o de peluquería. Entre sus ocupaciones se encuentran el corte, limpieza y pulido de las uñas de los clientes tanto de las manos como de los pies. Para ello, primero retiran la pintura anterior utilizando acetona o un líquido similar. Luego, cortan y perfilan la forma de las uñas utilizando tijeras y limas. Para ablandar las cutículas del cliente se ayudan de agua y aceite y para limpiarlas de asperezas y recortarlas utilizan cuchillos y tijeras especiales.

Perfilado de uña usando una lima.

Otras actividades de las manicuras consisten en blanquear el interior de las uñas utilizando pasta blanca así como pulir y abrillantar las uñas de los clientes.
En caso de que estos deseen pintarse las uñas, les asesorarán sobre el color, según su tipología y personalidad y lo que deseen expresar con las manos. Por último, las manicuras se encargan de colocar prótesis de uñas de todo tipo: aerógrafo, gel con calcio, porcelana, etc.
Actualmente, se han popularizado nuevos términos como 'nail art' o 'nailismo', relacionados con nuevos diseños y posibilidades en la pintura de uñas, basados en corrientes sociales, estilos de marcas conocidas o referentes culturales en cine y televisión. Una corriente al alza y que ya cuenta con grandes y reconocidas profesionales del sector.